# Sphaeranthus confertifolius
Sphaeranthus confertifolius là một loài thực vật có hoa trong họ Cúc. Loài này được Robyns miêu tả khoa học đầu tiên năm 1924.